# مکتب نقاشی دوسلدورف

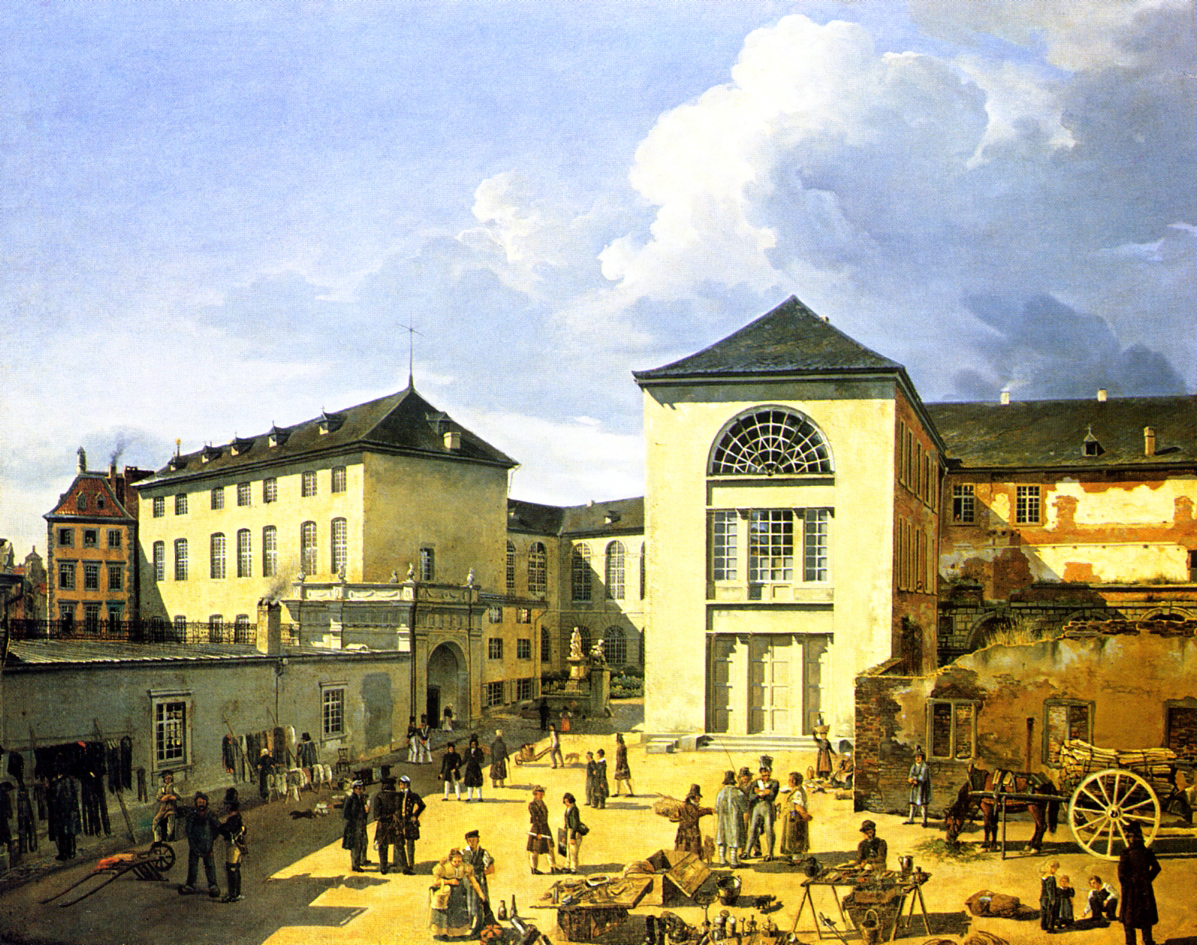
نقاشی از ساختمان قدیم مدرسه هنر دوسلدورف، آندرئاس آخنباخ، ۱۸۳۱

مکتب نقاشی دوسلدورف (انگلیسی: Düsseldorf school of painting) به گروهی از نقاشان مدرسه هنر دوسلدورف اشاره دارد که دانشجویان یا دانش‌آموختگان نقاشی در دهه ۱۸۳۰ و ۱۸۴۰ به ریاست فریدریش ویلهلم شادو بودند.
از اعضای برجسته این مدرسه می‌توان به آندرئاس آخنباخ و اسوالد آخنباخ اشاره کرد.

## هنرمندان

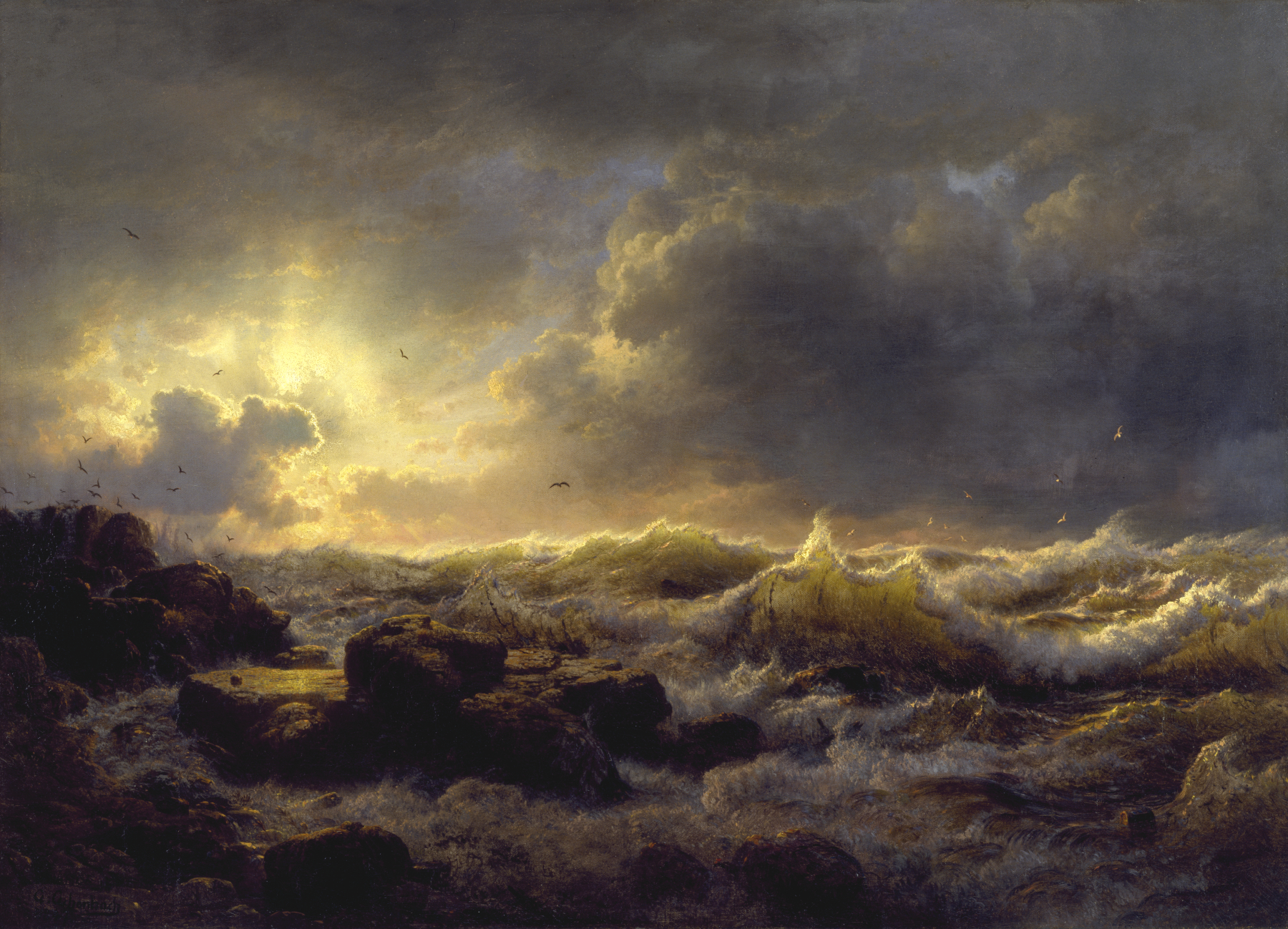
Clearing Up—Coast of Sicily, آندرئاس آخنباخ، (1847). The Walters Art Museum.

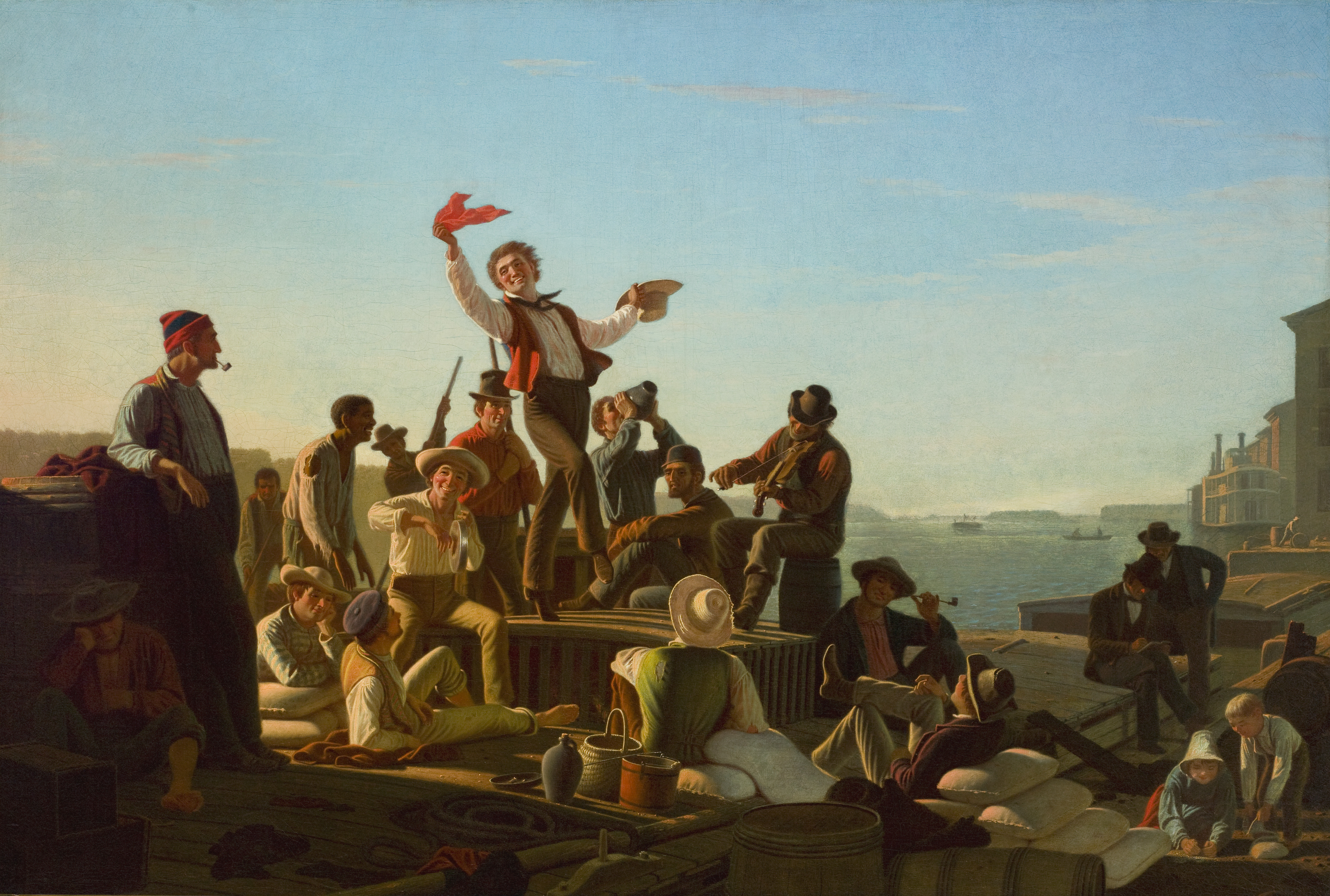
Jolly Flatboatmen in Port, George Caleb Bingham, 1857

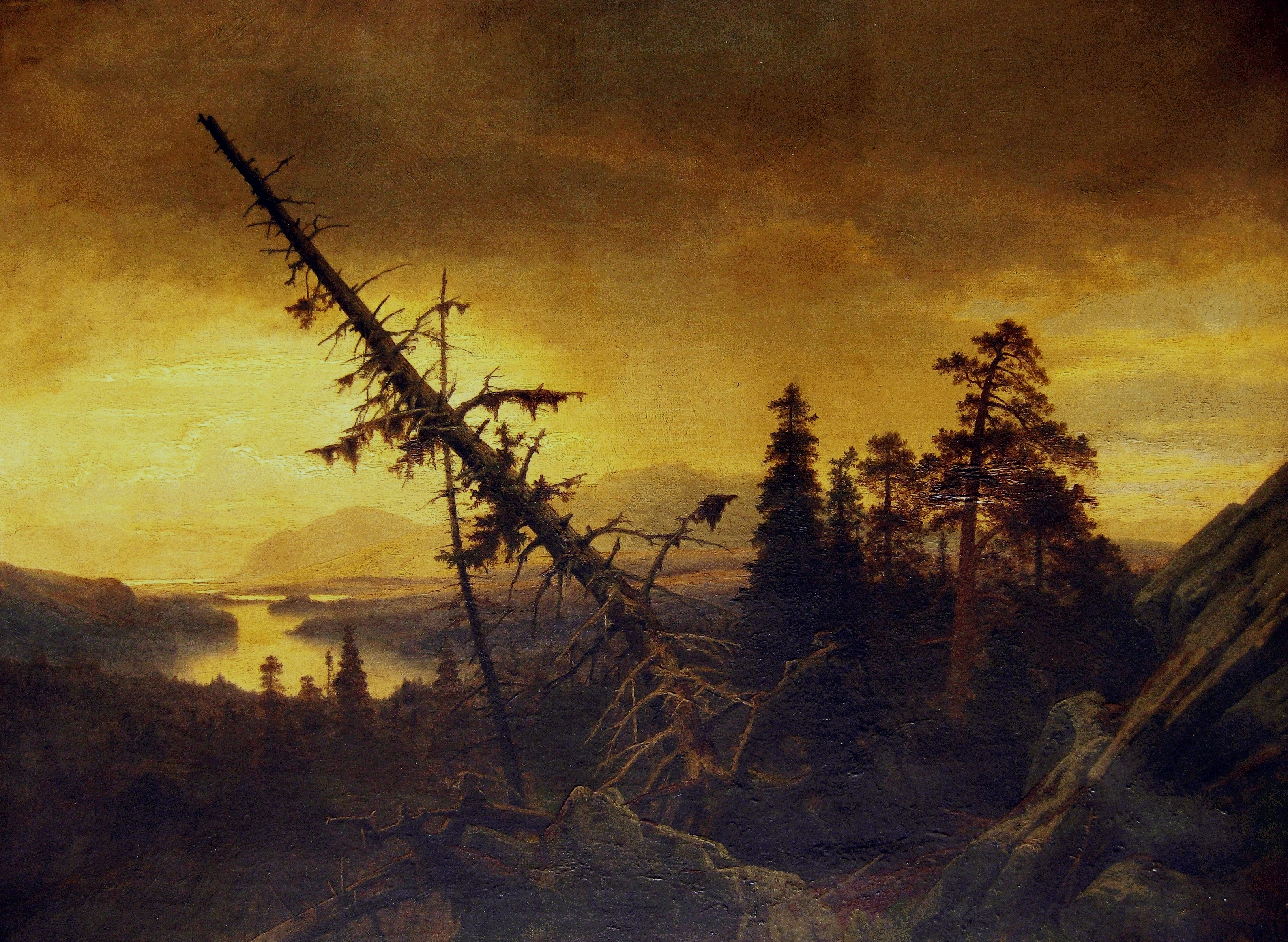
Tranquillity after the Storm, Erik Bodom, 1871

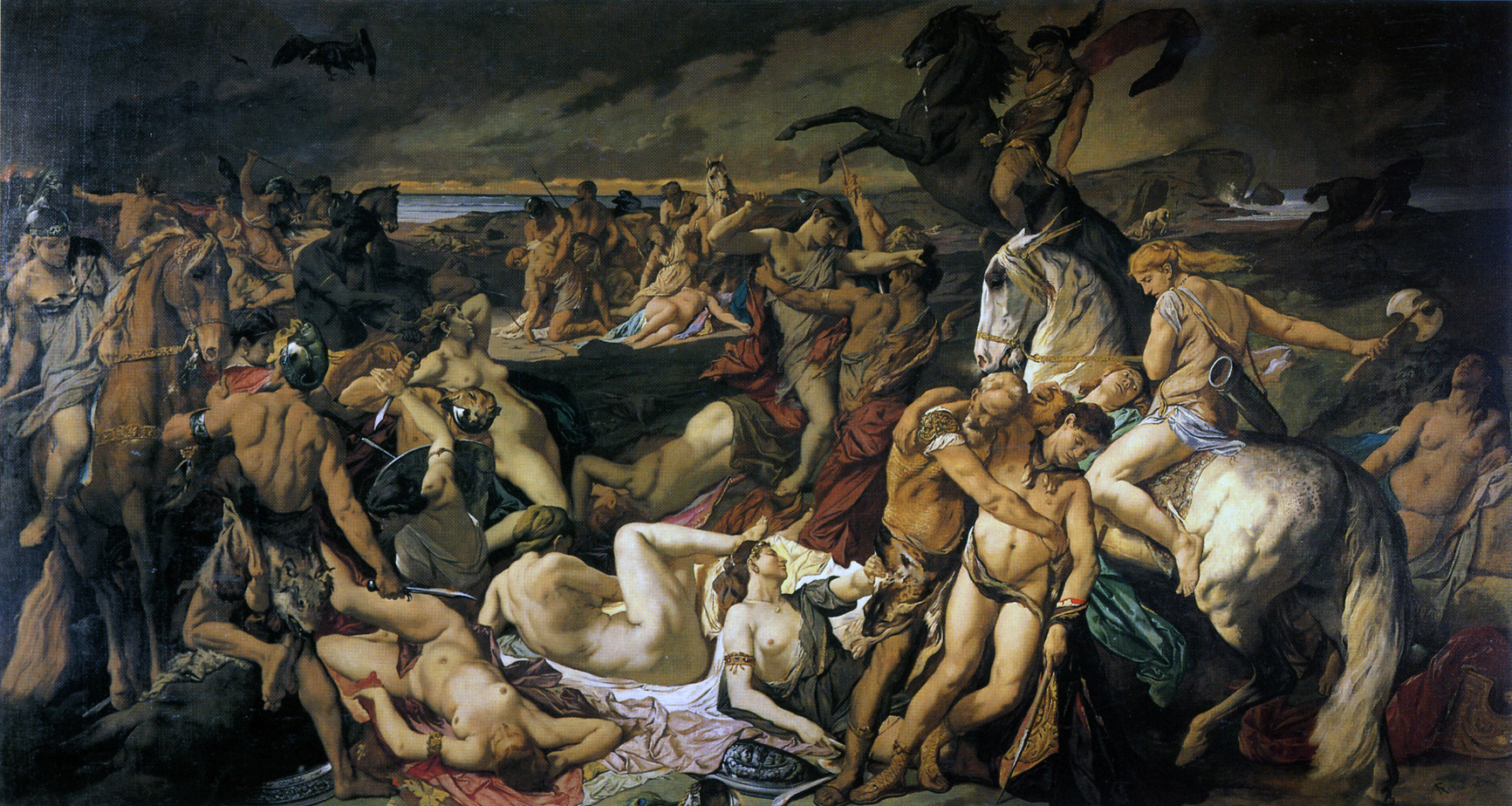
Die Amazonenschlacht, آنزلم فویرباخ، ۱۸۷۳

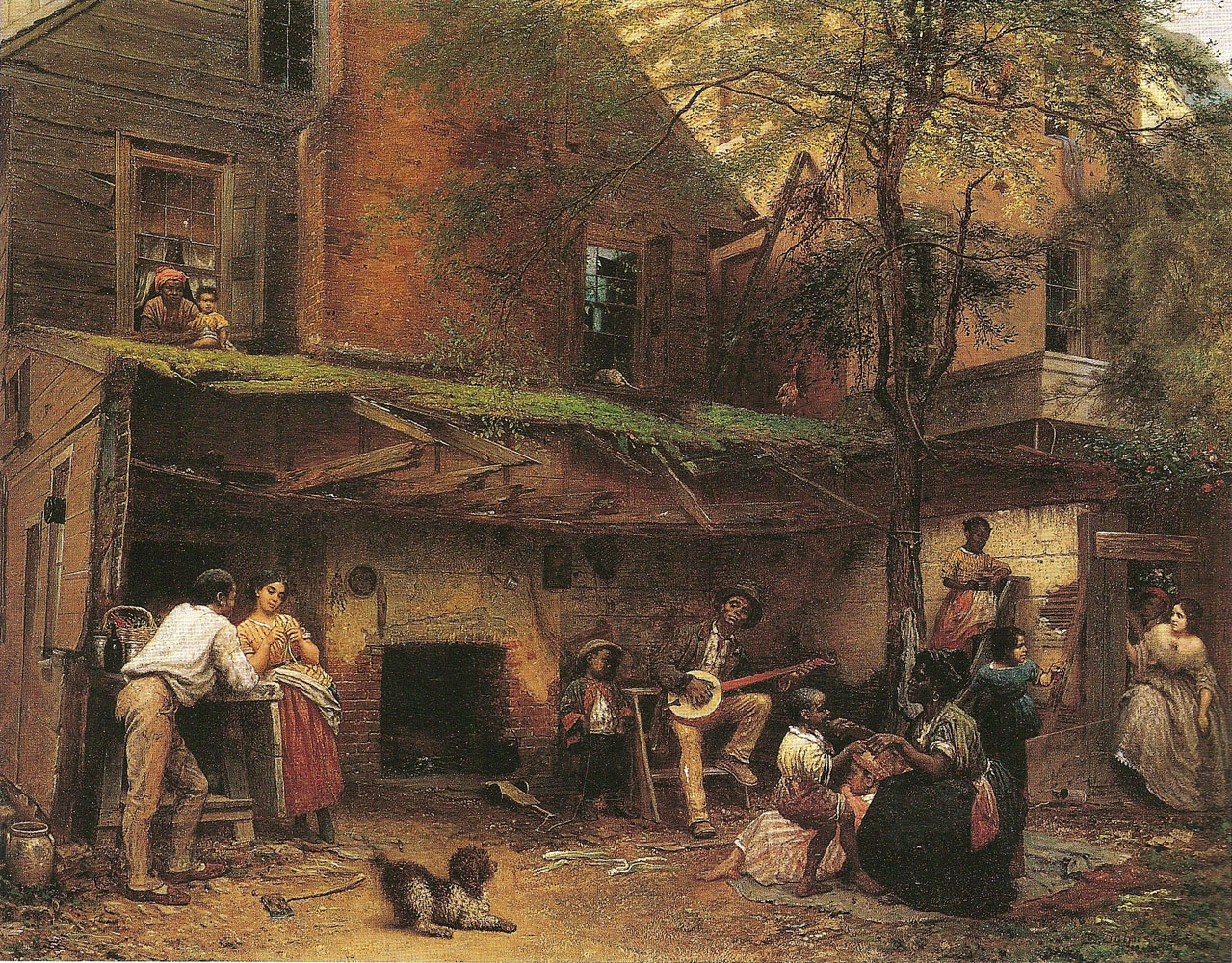
Negro Life at the South, Eastman Johnson, 1859

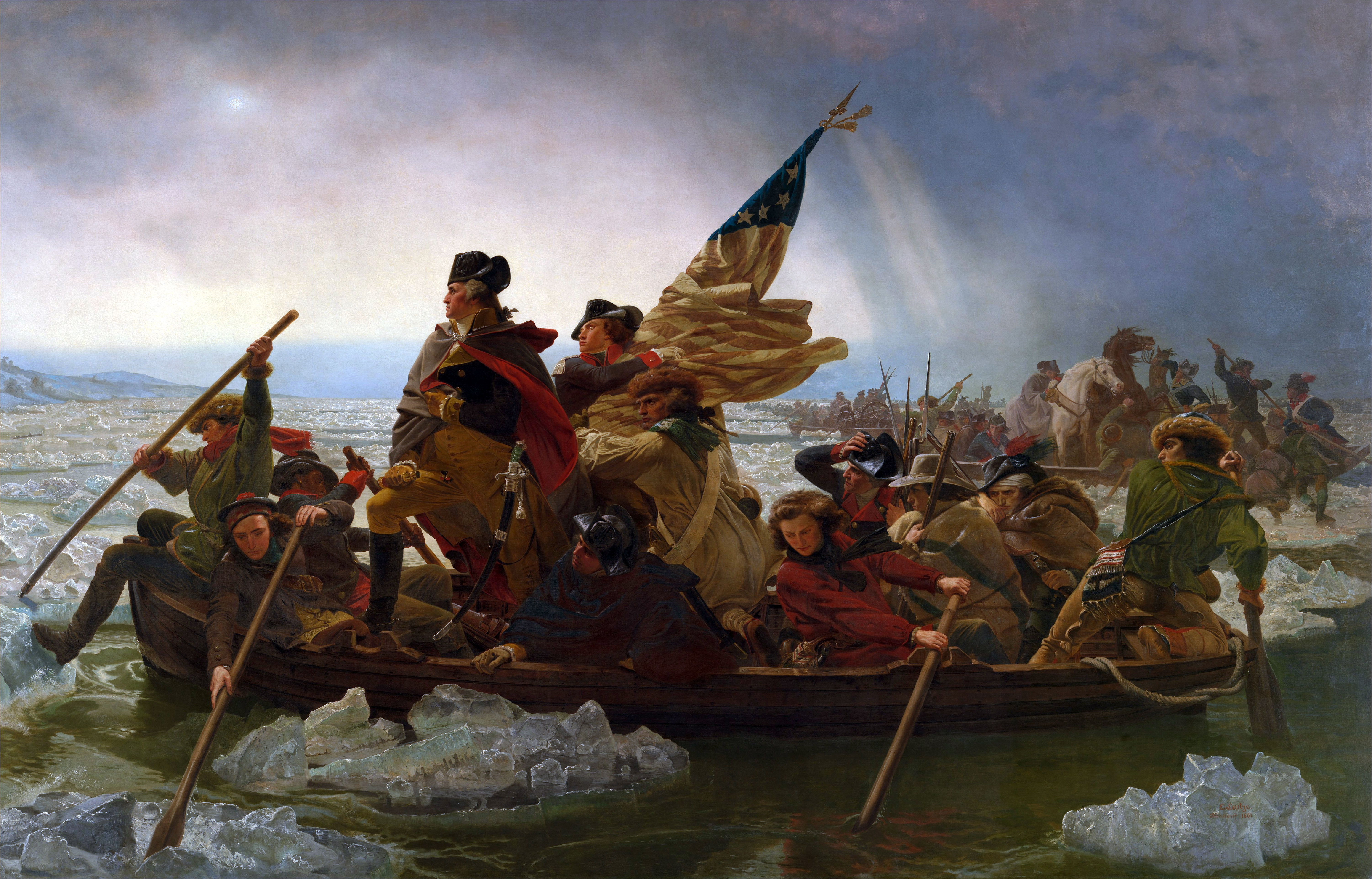
Washington Crossing the Delaware, Emanuel Leutze, 1851

Rain in an oak forest, ایوان شیشکین، ۱۸۹۱

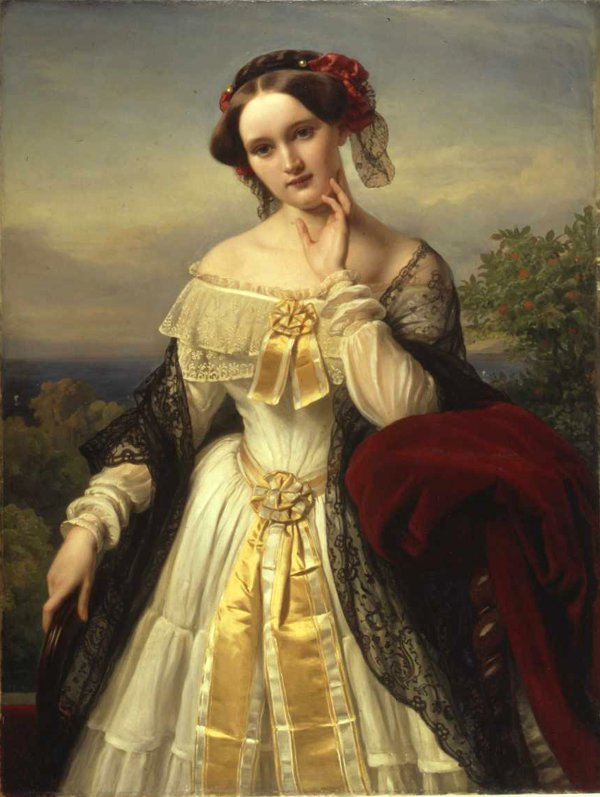
Mathilde Wesendonck, Karl Ferdinand Sohn, 1850

مابین سال ۱۸۱۹ و ۱۹۱۸ میلادی نزدیک به ۴۰۰۰ هنرمند در این مدرسه تحصیل کرده‌اند که برخی از آنها شامل این افراد هستند:
- آندرئاس آخنباخ (۱۸۱۵–۱۹۱۰)
- اسوالد آخنباخ (۱۸۲۷–۱۹۰۵)
- پیتر نیکولای آربو (۱۸۳۱–۱۸۹۲)
- پتر بهرنس (۱۸۶۸–۱۹۴۰)
- آلبرت بیرشتات (۱۸۳۰–۱۹۰۲)
- آرنولد بوکلین (۱۸۲۷–۱۹۰۱)
- ویلهلم بوش (۱۸۳۲–۱۹۰۸)
- آنزلم فویرباخ (۱۸۲۹–۱۸۸۰)
- رودلف کلر (۱۸۲۸–۱۹۰۵)
- آوگوست ماکه (۱۸۸۷–۱۹۱۴)
- کریستیان راود (۱۸۶۵–۱۹۴۳)
- پل راود (۱۸۶۵–۱۹۳۰)
- ایوان شیشکین (۱۸۳۸–۱۸۹۲)